# Синхронна діалектологія
Синхронна діалектологія (описова, статична) — наука, що займається вивченням місцевих діалектів певної мови в якомусь одному хронологічному зрізі сучасного дослідникові періоду, хоч можливе також діалектологічне дослідження описового характеру давнішого часу (наприклад, опис певного діалекту за даними писемної пам'ятки чи групи пам'яток, що стосуються одного й того ж самого періоду з цієї території). З погляду аспекту дослідження синхронна діалектологія протиставляється діахронній (історичній).
Завдання синхронної діалектології: опис говірок на одному хронологічному зрізі функціонування; окреслення географії окремих одиниць діалектної мови чи їх парадигм; визначення глибини структурної диференціації говірок; вияв закономірностей об'єднання говірок у мовно-територіальні утворення вищого порядку: говори, діалекти, наріччя; встановлення діалектної основи літературної мови; опис характеру взаємодії діалектної мови з іншими формами існування мови етносу.